# Bravo Telecom
 (mars 2015).
Si vous disposez d'ouvrages ou d'articles de référence ou si vous connaissez des sites web de qualité traitant du thème abordé ici, merci de compléter l'article en donnant les références utiles à sa vérifiabilité et en les liant à la section « Notes et références ».
Bravo Telecom est un fournisseur d’accès à Internet canadien indépendant qui offre des services résidentiels d’Internet et de téléphonie au Québec depuis 2008. 
Le fournisseur d’internet propose une vaste gamme de produits résidentiels spécialement des forfaits Internet haute vitesse avec téléchargement illimité utilisant plusieurs technologies Câble, DSL et Fibre optique avec des vitesses allant jusqu’à 20Mb/s pour les particuliers.
Bravo Télécom offre aussi des lignes téléphoniques fonctionnant avec la voix IP (VoIP), disposant d’appels locaux illimités mais aussi de 200 min d’interurbain avec le Canada et les É.U. pour tous les forfaits de base.
Avec un siège social à Montréal, l’entreprise dessert actuellement la province de Québec.

## Historique
Bravo Télécom fut créé en 2008 sous le de nom IT2IS Inc., l’offre initiale comportait des services de téléphone internet (VOIP) seulement.
En 2011, une décision du CRTC favorisa les plus petits fournisseurs. Les grandes entreprises de téléphonie et de câblodistribution devant dorénavant vendre aux revendeurs de la bande passante en gros tous les mois plutôt que de les facturer en fonction de l’utilisation de leurs abonnés, a permis à Bravo Télécom de créer ses propres forfaits avec des prix très compétitifs.
En 2012, Bravo Télécom inclus le téléchargement illimité comme option par défaut dans tous ses forfaits, répondant ainsi à la demande du marché et adoptant la politique de la facture fixe. Ainsi peu importe la consommation du client, sa facture reste la même durant toute la durée de son abonnement à Bravo Télécom.
En 2013, Bravo Télécom a lancé une nouvelle gamme de produits PBX IP destinés aux petites et moyennes entreprises, leur offrant des services personnalisés et la capacité d’installer jusqu’à 200 téléphones.
En 2015, Bravo Télécom commence à offrir l’Internet par DSL et par fibre optique pour servir plus de villes au Québec et pour offrir plus de choix.